# E442

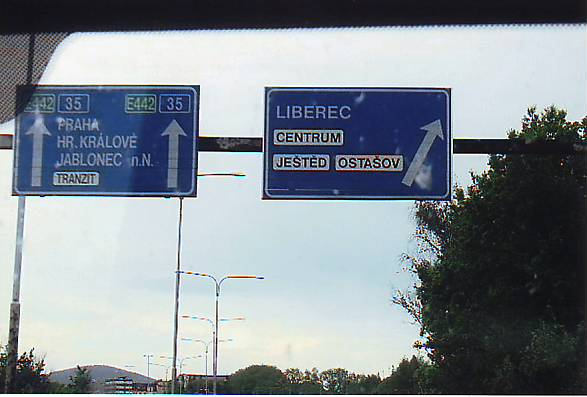
E442 vid Liberec, Tjeckien.

E442 eller Europaväg 442 är en europaväg som går från Karlovy Vary i Tjeckien till Žilina i Slovakien. Längden är 590 kilometer.

## Sträckning
Karlovy Vary - Teplice - Turnov - Hradec Králové - Olomouc - (gräns Tjeckien-Slovakien) - Žilina

## Standard
Vägen är landsväg.

## Anslutningar till andra europavägar
| - E48 - E55 - E67 - E461 |  | - E462 - E50 - E75 |